# Prison centrale de Fribourg
Standort Zentralgefängnis
La prison centrale de Fribourg, officiellement EDFR site Prison centrale (en allemand :  FRSA Standort Zentralgefängnis), est un établissement pénitentiaire situé à Fribourg (canton de Fribourg). Officiellement instituée en 1915, la prison accueille aujourd'hui 100 détenus dans plusieurs régimes différents : détention provisoire, exécution de courtes peines, travail extérieur et détention administrative. Les infrastructures carcérales n'étant plus adaptées aux normes de détention modernes, le Grand conseil fribourgeois a décidé la fermeture de l’établissement à l'horizon 2025 et le transfert de toutes les activités pénitentiaires aux établissements de Bellechasse.

## Description

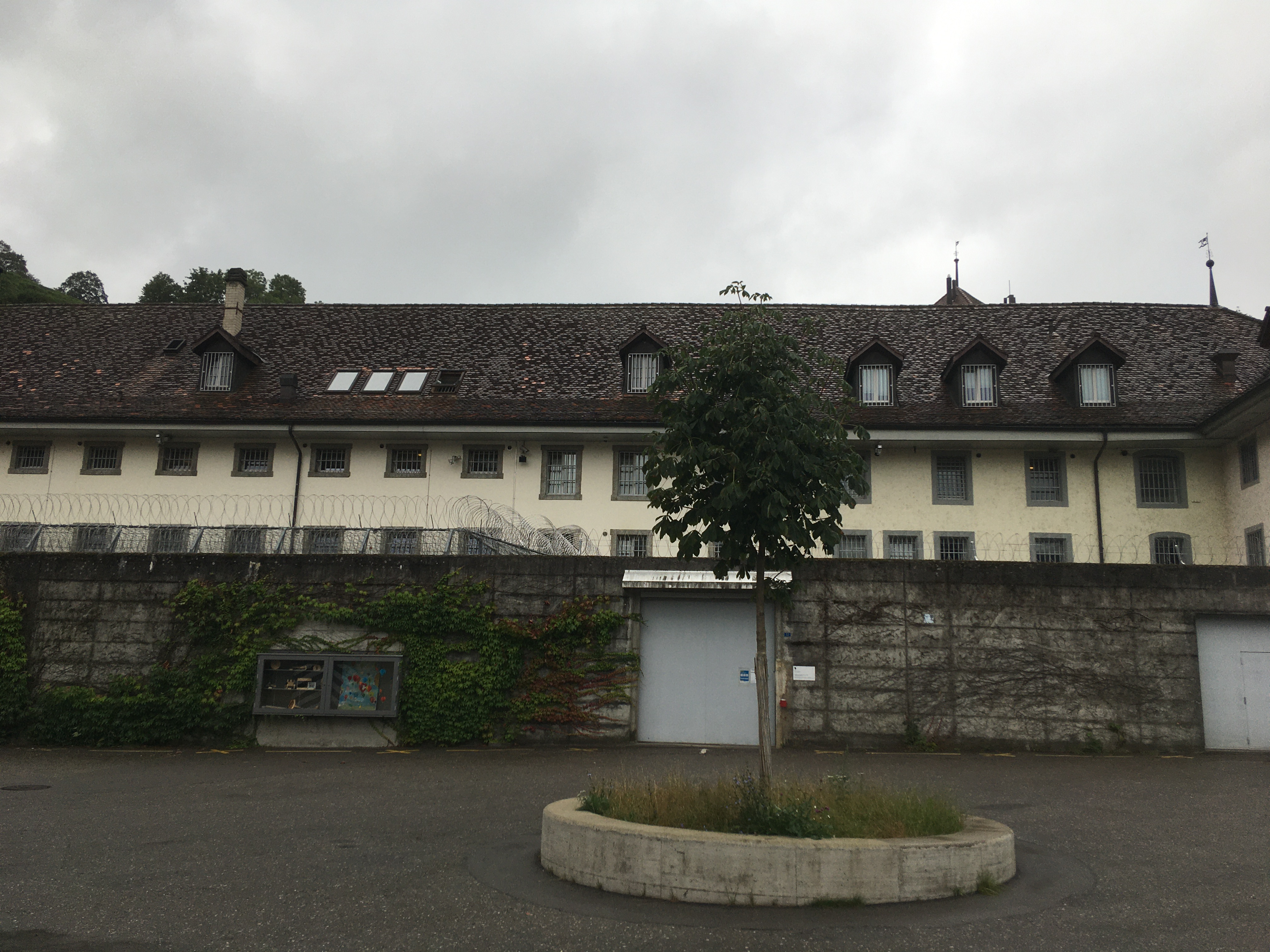
Prison centrale de Fribourg

La prison centrale est située sur la commune de Fribourg (canton de Fribourg). Elle accueille des détenus dans des régimes multiples :
- 60 places pour la détention provisoire
- 15 places pour l'exécution de courtes peines
- 4 places pour la détention administrative

En plus de ces installations, la prison dispose d'espaces cellulaires pour les transferts et la détention de sûreté (isolement ou sanction disciplinaire).
L'établissement dispose également d'un bâtiment annexe, « Les Falaises », qui peut héberger 20 détenus en travail extérieur. Au sein de cette annexe, quatre femmes peuvent être détenues.

## Histoire

### Site avant le19esiècle
Le site qui accueille la prison centrale de Fribourg est affecté depuis de nombreuses années à des fins sécuritaires,. Ainsi, avant même la date de 1815 qui institue la maison de force, le bâtiment est utilisé par les autorités comme lieu de détention et de travail forcé : le Schallenwerk. Ce terme fait référence aux bruits des sonnailles qui sont fixées sur les charrettes transportant les prisonniers. Les personnes retenues au Schallenwerk ont commis des délits ou des crimes de nature diverse. Ils sont parfois employés par les autorités à des tâches d'entretien.

### Maison de force
À partir de 1815, les édiles fribourgeois structurent l'administration carcérale du canton. Suivants l'évolution des pratiques pénitentiaires à l'époque, les responsables distinguent les personnes incarcérées en deux catégories : les délinquants (principalement des miséreux et des alcooliques) et les criminels. Tandis que les premiers sont envoyés dans la maison de correction nouvellement créée à l'ancienne Commanderie de Saint Jean, les seconds sont incarcérés dans la maison de force.
Durant tout le siècle, peu de forçats vivent dans le bâtiment. En effet, la plupart sont envoyés à l'extérieur pour assurer les travaux de construction des routes du canton. Toutefois, certains détenus, aussi bien des hommes que des femmes, restent incarcérés à Fribourg et réalisent différentes activités artisanales, à la satisfaction des autorités.
De 1894 à 1897, la maison de force est agrandie. Elle compte alors 54 cellules normales plus 6 cellules fortes.

### Prison centrale
La prison centrale est créée administrativement le 1er août 1915 à la suite d'un arrêté du 13 juillet de la même année. Les détenus des maisons de correction et de force sont transférés à l'ancien pénitencier de Bellechasse. Cette restructuration de l'organisation pénitentiaire fribourgeoise permet ainsi de faciliter la réintégration par le travail des condamnés et d'orienter l'activité de la prison centrale vers la détention préventive (maison préventive pour le district de la Sarine).
Une importante série de travaux de rénovation est achevée en 1984.
En 2010, la maison « Les Falaises » est créée afin de permettre le travail extérieur d'une vingtaine de détenus hommes et femmes.
Au début des années 2010, un projet médical est réalisé au sein de la prison. L'objectif est d'améliorer la détection et le traitement du diabète chez les détenus. Il aboutit à la création de guidelines et d'actions de sensibilisation auprès du personnel (surveillants et cuisiniers notamment).
En 2020, les députés du Grand conseil fribourgeois acceptent la fermeture de la prison centrale pour l'année 2025. Des crédits pour l’agrandissement et la modernisation des établissements de Bellechasse sont votés afin de compenser les places de détention qui seront supprimées.

## Fermeture à l'horizon 2025
À partir de la seconde moitié des années 2010, les critiques envers la prison centrale de Fribourg s'accentuent dans la classe politique,. Les députés s'inquiètent de la vétusté des installations carcérales et de l'inadaptation du bâtiment aux contraintes de sécurité et d'urbanisme modernes. Ainsi, l'existence d'une prison accueillant des détenus dangereux située en plein centre d'une grande ville est perçu comme problématique en regard de la protection des habitants, les mesures de sécurité les plus élevées ne pouvant être garanties dans cet environnement. A ce titre, l'évasion d'un détenu dangereux en septembre 2017 justifie les craintes de certains. L'enquête réalisée met d'ailleurs en avant les lacunes sécuritaires inhérentes à infrastructure du bâtiment. De plus, la cohabitation de l'infrastructure pénitentiaire avec les habitations et bâtiments voisins s'avère difficile. Les députés critiquent par exemple les sifflements et appels répétés de détenus qui peuvent observer une cour voisine dans laquelle travaillent les employées d'un accueil extra-scolaire.
En 2018, le député de l'Union démocratique du centre qui préside la Commission de justice du Grand conseil fribourgeois regrette ce qu'il perçoit comme du laxisme de la part du Conseil d'état. Rappelant les difficultés récurrentes rencontrées par l'établissement ainsi que la nécessité d'ouvrir de nouvelles places de détention afin d'éviter une situation de surpopulation carcérale, il souhaite que les autorités lancent un programme de construction d'un nouvel établissement et de fermeture de la prison centrale. De leur côté, les services pénitentiaires fribourgeois indiquent qu'un tel programme est en cours de réflexion, envisageant notamment le regroupement de toutes les activités pénitentiaires sur le site de Bellechasse.
Durant l'été 2019, le Conseil d'état décide de revoir sa planification pénitentiaire. S'appuyant sur les conclusions de l'enquête administrative concernant l'évasion de septembre 2017, l'instance dirigeante souhaite procéder à la fermeture rapide de la prison centrale et au regroupement des activités pénitentiaires autour des établissements de Bellechasse. Le projet d'ensemble est finalisé en janvier 2020 et accepté par le parlement durant la session de mai,.

## Incidents

### Incendies
Du fait de la limitation des déplacements et des procédures d'ouverture des cellules, les incendies sont particulièrement craints dans les établissements carcéraux. La prison central de Fribourg a connu deux incendies de cellules importants aux mois de mai et juin 2019,,,. Au cours des deux sinistres, environ 25 détenus ont dû être évacués. Plusieurs détenus et gardiens ont reçu des soins et une personne a été hospitalisée pour observation.

### Évasion
Dans la nuit du 2 septembre 2017, un détenu de 35 ans considéré comme particulièrement dangereux s'évade de la prison,. Muni d'un fil diamanté, l'homme a scié les barreaux de sa fenêtre avant de se laisser descendre au sol à l'aide de draps noués. Cette évasion est particulièrement critiquée par les députés fribourgeois qui voient dans l'évènement la confirmation de l'obsolescence de l'établissement,. Elle précipite ainsi la volonté politique de fermer définitivement la prison centrale. À la suite de l'évasion, une enquête administrative sur le fonctionnement de la prison est diligentée. Cette dernière révèle l'inadaptation du site de la prison centrale aux contraintes modernes de la détention ainsi qu'un manque de personnel pour assurer un fonctionnement efficace et sûr de l'établissement.